# Márokpapi
Márokpapi ist eine ungarische Gemeinde im Kreis Vásárosnamény im Komitat Szabolcs-Szatmár-Bereg.

## Geografische Lage
Márokpapi liegt 63 Kilometer nordöstlich des Komitatssitzes Nyíregyháza, 15 Kilometer nordöstlich der Kreisstadt Vásárosnamény und 5 Kilometer westlich der Grenze zur Ukraine. Nachbargemeinden sind Beregdaróc, Beregsurány, Tarpa, Hetefejércse und Csaroda.

## Geschichte
Die Gemeinde in der heutigen Form entstand 1941 durch die Zusammenlegung der Orte Márok und Márokpapi.

## Söhne und Töchter der Gemeinde
- Béla Biszku (1921–2016), Politiker

## Sehenswürdigkeiten
- Reformierte Kirche
- Römisch-katholische Kapelle Szűz Mária neve, erbaut 1901
- Waldschule (Csiperke Erdei Iskola és Tábor)

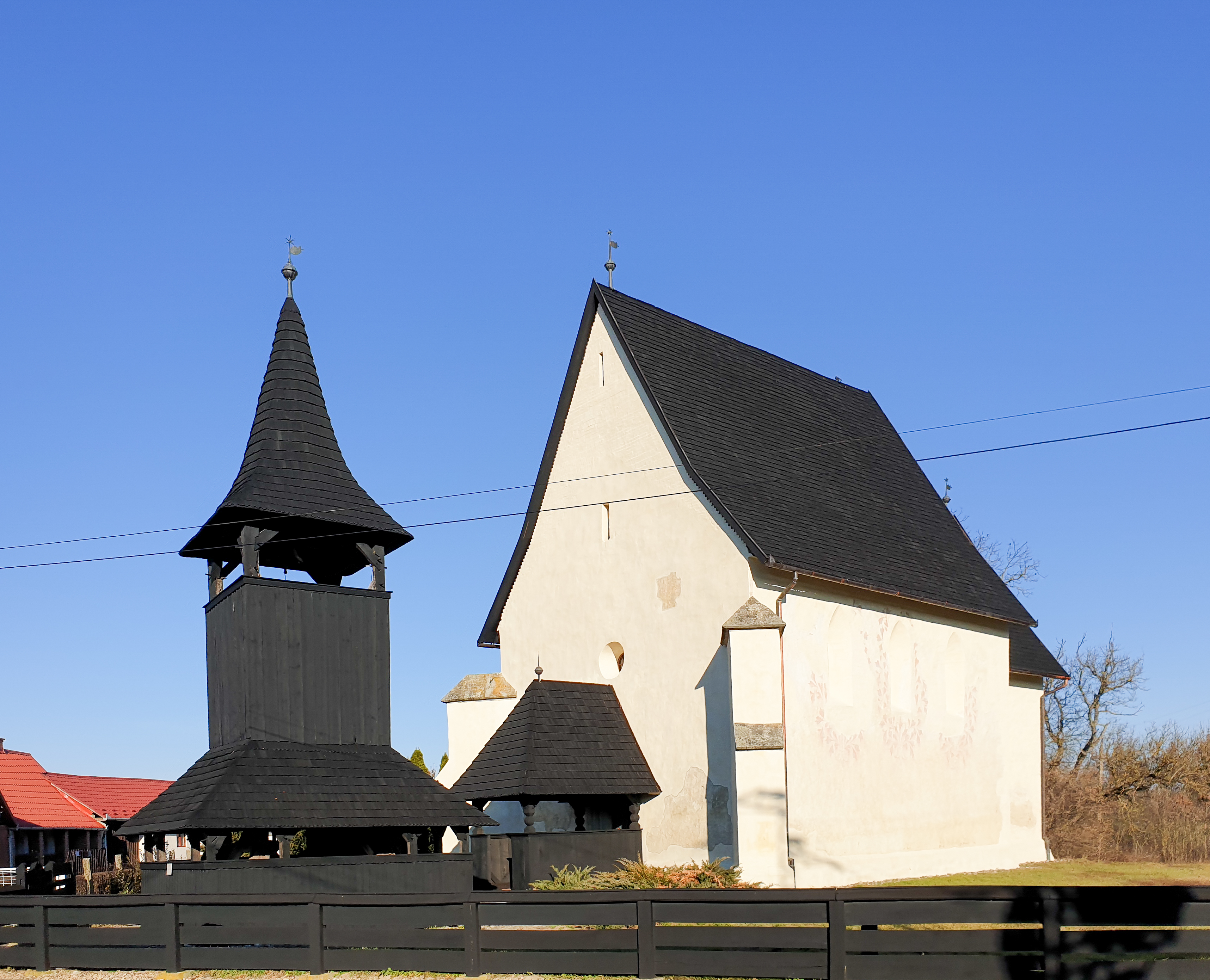
Reformierte Kirche und Glockenturm
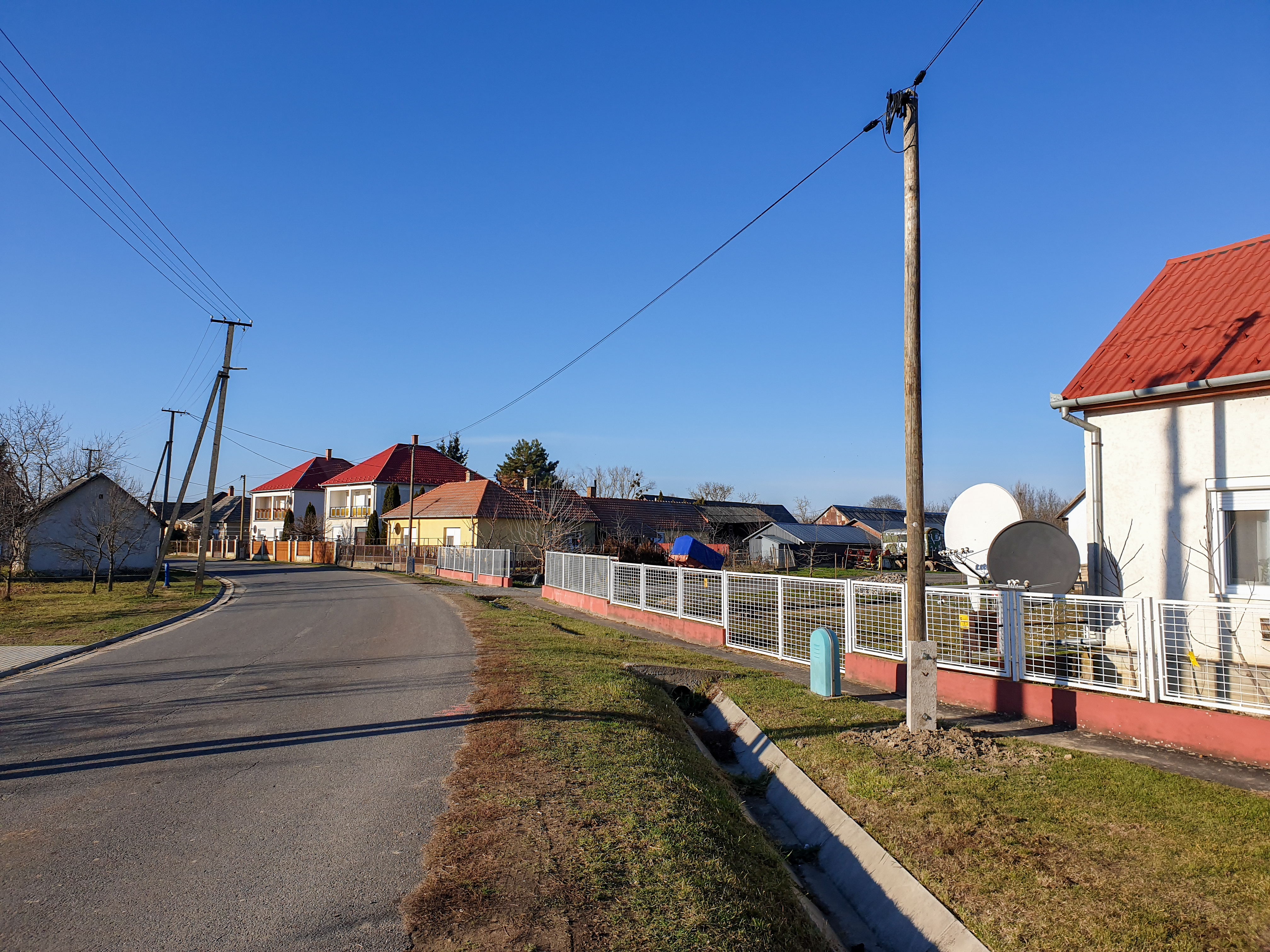
Nebenstraße Nr. 41117 in Márokpapi

## Verkehr
Durch Márokpapi verläuft die Nebenstraße Nr. 41117. Der nächstgelegene Bahnhof befindet sich ungefähr 20 Kilometer entfernt in Vásárosnamény.